# Johann Carl Bock
Johann Carl Bock der Jüngere (* 2. September 1757 in Nürnberg; † 6. März 1843 ebenda) war ein deutscher Kupferstecher und Radierer in Nürnberg.

## Leben

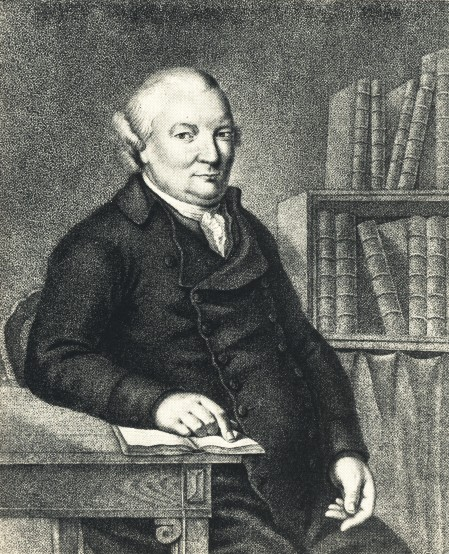
Johann Carl Bock – Bildnis Johann Jakob Griesbach, um 1800

Er war der Sohn des gleichnamigen Johann Carl Bock, des Zeremonienmeisters (Protokollchef) des Nürnberger Stadtrats, und jüngerer Bruder der beiden Maler Johann Christoph Bock (1752–??) und Christoph Wilhelm Bock (1755–1835).
Bock unternahm mit seinem Bruder Christoph Wilhelm seine vermutlich einzige Auslandsreise in die österreichischen Niederlande (Belgien). Im Jahr 1794 wurde er als Mitglied in die Nürnberger Malerakademie aufgenommen.
Er war auf Porträts und Kupferstiche für naturgeschichtliche Bücher spezialisiert, die er nach fremden Vorlagen ausführte. Als herausragend gelten seine Illustrationen zu Johann Wolfs Naturgeschichte der Vögel Deutschlands in getreuen Abbildungen und Beschreibungen und zu Eugen Espers Die Schmetterlinge in Abbildungen nach der Natur mit Beschreibungen. Er arbeitete in der Punktiertechnik.

## Werke (Auswahl)
- Carl Lang: Geschichtliche Denkwürdigkeiten und Seltenheiten in der Natur, durch Kupferblätter anschaulich gemacht, und für alle Stände zum Nuzen und Vergnügen fasslich geschrieben. Mit 114 kolorierten Kupfern auf 71 Tafeln von Johann Carl Bock, 3 Bände, o. Vlg., Nürnberg 1813–1815
- Eugen Espers: Die Schmetterlinge in Abbildungen nach der Natur mit Beschreibungen. Mit Kupferstichen von Johann Carl Bock. Verlag Walther & Weigel, Erlangen, Leipzig 1777–1839 (post mortem)
- Johann Wolf: Naturgeschichte der Vögel Deutschlands in getreuen Abbildungen und Beschreibungen. Kunstverlag J. F. Frauenholz, Nürnberg 1805